# Cesarzowice (gromada)
Cesarzowice – dawna gromada, czyli najmniejsza jednostka podziału terytorialnego Polskiej Rzeczypospolitej Ludowej w latach 1954–1972.
Gromady, z gromadzkimi radami narodowymi (GRN) jako organami władzy najniższego stopnia na wsi, funkcjonowały od reformy reorganizującej administrację wiejską przeprowadzonej jesienią 1954 do momentu ich zniesienia z dniem 1 stycznia 1973, tym samym wypierając organizację gminną w latach 1954–1972.
Gromadę Cesarzowice z siedzibą GRN w Cesarzowicach utworzono – jako jedną z 8759 gromad na obszarze Polski – w powiecie średzkim w woj. wrocławskim, na mocy uchwały nr 27/54 WRN we Wrocławiu z dnia 2 października 1954. W skład jednostki weszły obszary dotychczasowych gromad Cesarzowice, Piersno, Michałów i Samborz ze zniesionej gminy Bukówek oraz Kulin ze zniesionej gminy Rakoszyce w tymże powiecie. Dla gromady ustalono 13 członków gromadzkiej rady narodowej.
31 grudnia 1961 gromadę zniesiono, a jej obszar włączono do gromad: Rakoszyce (wieś Kulin), Kostomłoty (wsie Samborz i Piersno), Ujazd Górny (wieś Michałów) i Bukówek (wieś Cesarzowice) w tymże powiecie.